# قميلة حميراء
قميلة حميراء (الاسم العلمي:Torilis rubella) هو نوع غير مؤكد من النباتات يتبع جنس القميلة من الفصيلة الخيمية.